# Eleccions presidencials russes de 1996
Les eleccions presidencials russes de 1996 (Вы́боры президе́нта Росси́и 1996 го́да, Víbori prezidénta Rossíi 1996 góda) se celebraren a Rússia el 1996. L'aleshores president de Rússia Borís Ieltsin havia complit un terme de quatre anys i es presentava a la reelecció. La primera volta se celebrà diumenge, 16 de juny de 1996. Borís Ieltsin i el candidat aspirant comunista Guennadi Ziugànov passaren a la segona volta el 3 de juliol; acabaren primer i segon en la primera volta (16 de juny) amb un 35 i 32% del vot respectivament. Ieltsin guanyà la segona volta amb un 53% del vot comparat al 40% de Ziugànov. La cerimònia d'investidura tingué lloc el 9 d'agost de 1996.
Ieltsin no completaria el segon mandat pel qual fou elegit, ja que dimití el 31 de desembre de 1999, vuit mesos abans del fi del seu mandat el 9 d'agost de 2000. Aquestes foren les primeres eleccions presidencials celebrades a la Federació Russa. També és, fins a l'actualitat, l'única convocatòria en la qual cap candidat ha estat capaç d'aconseguir més del 50% dels vots a la primera volta, sent-ne precisa una segona.

## Resultats
| Candidat                        | Partit                          | Primera volta | Primera volta | Segona volta | Segona volta |
| Candidat                        | Partit                          | Vots          | %             | Vots         | %            |
| ------------------------------- | ------------------------------- | ------------- | ------------- | ------------ | ------------ |
| Borís Ieltsin                   | IND                             | 26.665.495    | 35,8          | 40.203.948   | 54,4         |
| Guennadi Ziugànov               | PCFR                            | 24.211.686    | 32,5          | 30.102.288   | 40,7         |
| Aleksandr Lebed                 | CCR                             | 10.974.736    | 14,7          |              |              |
| Grigori Iavlinski               | Iàbloko                         | 5.550.752     | 7,4           |              |              |
| Vladímir Jirinovski             | PLDR                            | 4.311.479     | 5,8           |              |              |
| Sviatoslav Fiódorov             | PAT                             | 699.158       | 0,9           |              |              |
| Mikhaïl Gorbatxov               | IND                             | 386.069       | 0,5           |              |              |
| Martin Xakkum                   | IND                             | 277.068       | 0,4           |              |              |
| Iuri Vlàssov                    | IND                             | 151.282       | 0,2           |              |              |
| Vladímir Brintsalov             | PSR                             | 123.065       | 0,2           |              |              |
| Aman Tuléiev                    |                                 | 308           | 0,0           |              |              |
| Contra tots                     | Contra tots                     | 1.163.921     | 1,6           | 3.604.462    | 4,9          |
| Vots nuls/en blanc              | Vots nuls/en blanc              | 1.072.120     | –             | 780.592      | –            |
| Total                           | Total                           | 75.587.139    | 100           | 74.691.290   | 100          |
| Votants registrats/participació | Votants registrats/participació | 108.495.023   | 69,7          | 108.589.050  | 68,8         |
| Font: Nohlen & Stöver, Colton   |                                 |               |               |              |              |